# Ekeboda
Ekeboda is een plaats in de gemeente Hörby in Skåne, de zuidelijkste provincie van Zweden. De plaats heeft 99 inwoners (2005) en een oppervlakte van 9 hectare.